# Mahmutlar
Mahmutlar is een plaats in de Turkse Rivièra en ligt 12 kilometer ten oosten van Alanya.
Mahmutlar heeft enkele oudheidkundige bezienswaardigheden en staat vooral bekend om zijn vele appartementen en luxe 5-sterren hotels.
Elke zaterdag vindt er in Mahmutlar een grote markt plaats, diverse zaken (zoals kledij, schoenen en accessoires) kunnen er gekocht worden.
In het hoogseizoen is het strand van Mahmutlar een goed gevuld strand van zo'n 5 kilometer lang met een strandpaviljoen. Voor de kust zijn er veel grote rotsachtige uitlopers van de bergen aanwezig. Het strand zelf is een zandstrand. Op sommige plaatsen in Mahmutlar is het handig om via ondergrondse tunnels (die onder de wegen lopen) het strand op een makkelijke en veilige manier te bereiken.
Mahmutlar is haar dorpsachtige karakter zeer snel aan het verliezen doordat projectontwikkelaars de kustvlakte hebben volgebouwd met grote appartementcomplexen en datzelfde in de richting van de Taurus aan het herhalen zijn. Het vertier is voornamelijk in de hotels te vinden, die bijna allemaal op all-inclusive basis laten boeken. Uiteraard ligt Alanya met haar vele mogelijkheden op korte afstand.